# Сан-Пайю (Мелгасу)
Сан-Пайю (порт. São Paio) — район (фрегезия) в Португалии, входит в округ Виана-ду-Каштелу. Является составной частью муниципалитета Мелгасу. По старому административному делению входил в провинцию Минью. Входит в экономико-статистический субрегион Минью-Лима, который входит в Северный регион. Население составляет 639 человек на 2001 год. Занимает площадь 9,91 км².